# 펠젠엑
펠젠엑(Felsenegg)은 스위스 취리히주 해발 804m에 위치한 경치를 조망하기 좋은 곳이다.

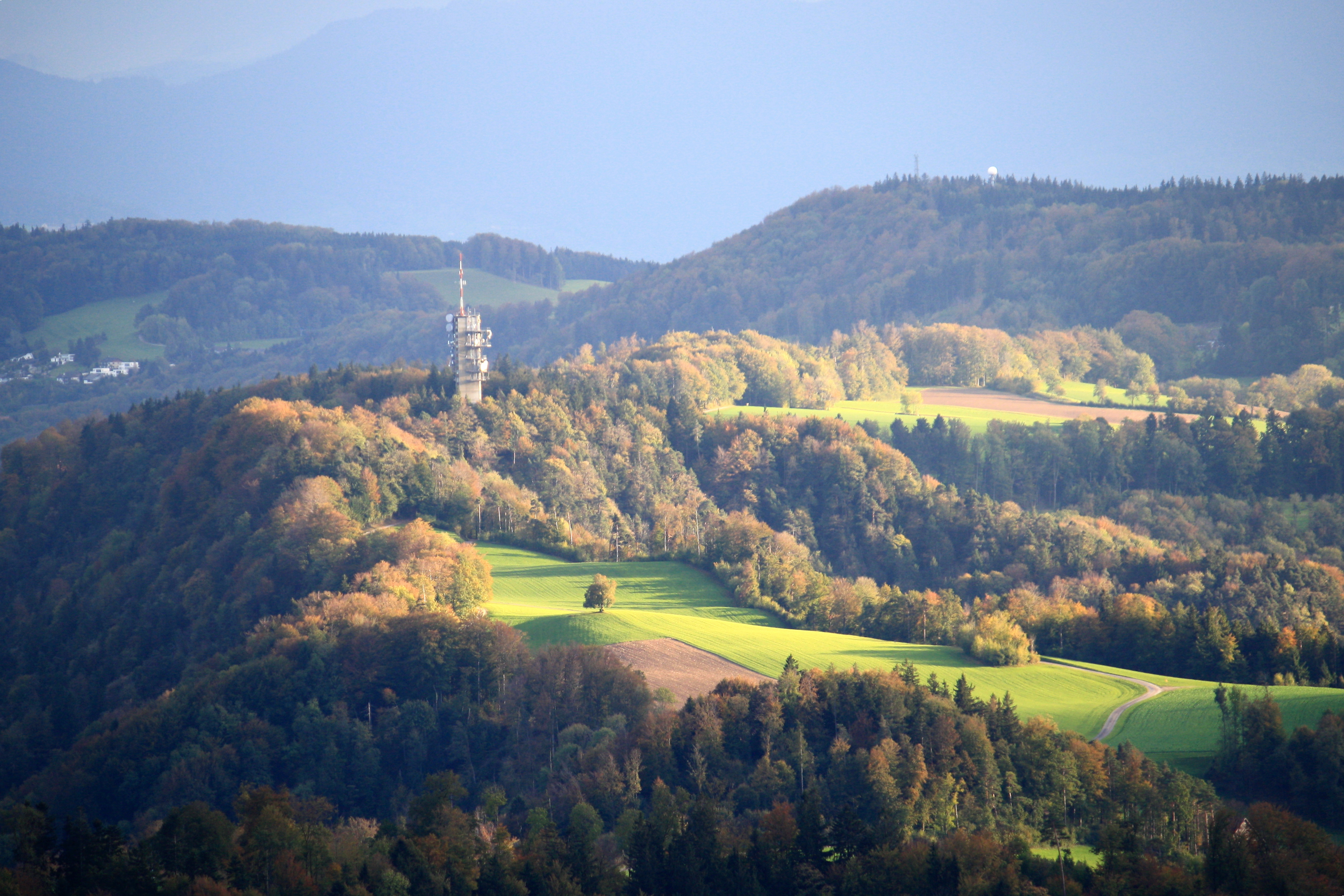
위틀리베르크에서 본 펠젠엑

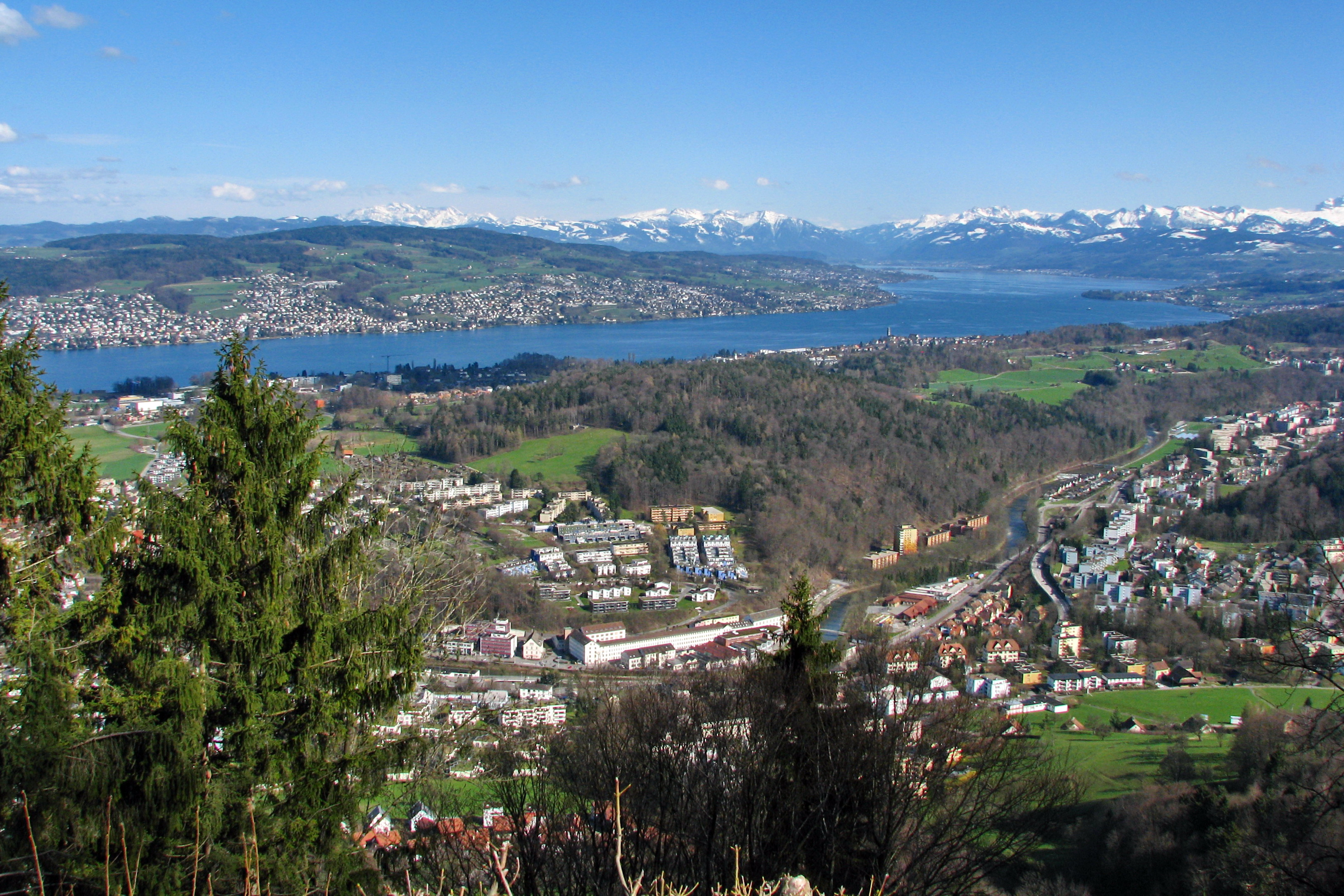
펠젠엑에서 본 질 계곡, 치머베르크, 취리히제와 파넨슈틸

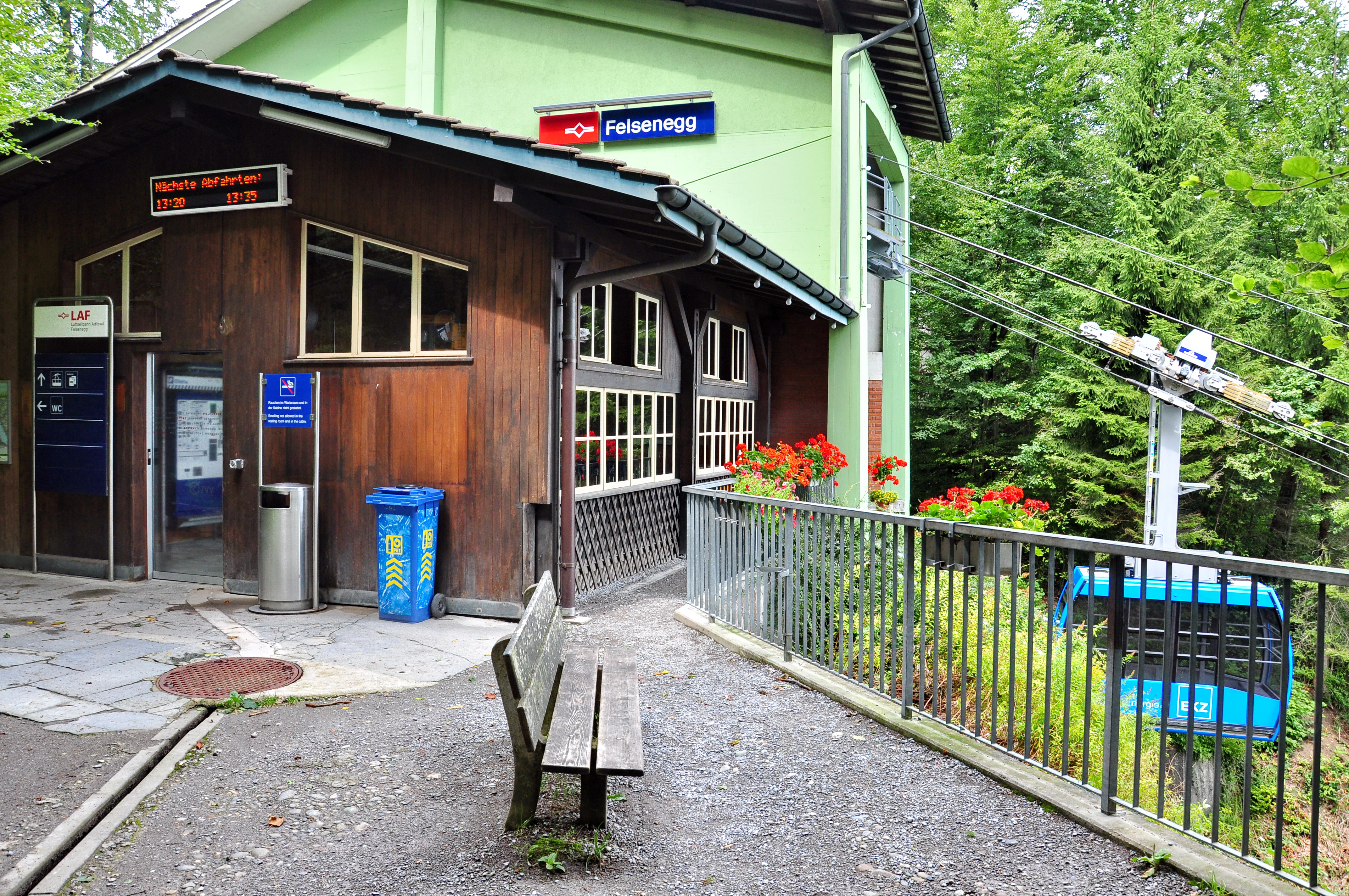
루프트자일반 아들리스빌-펠젠엑 (LAF) 역

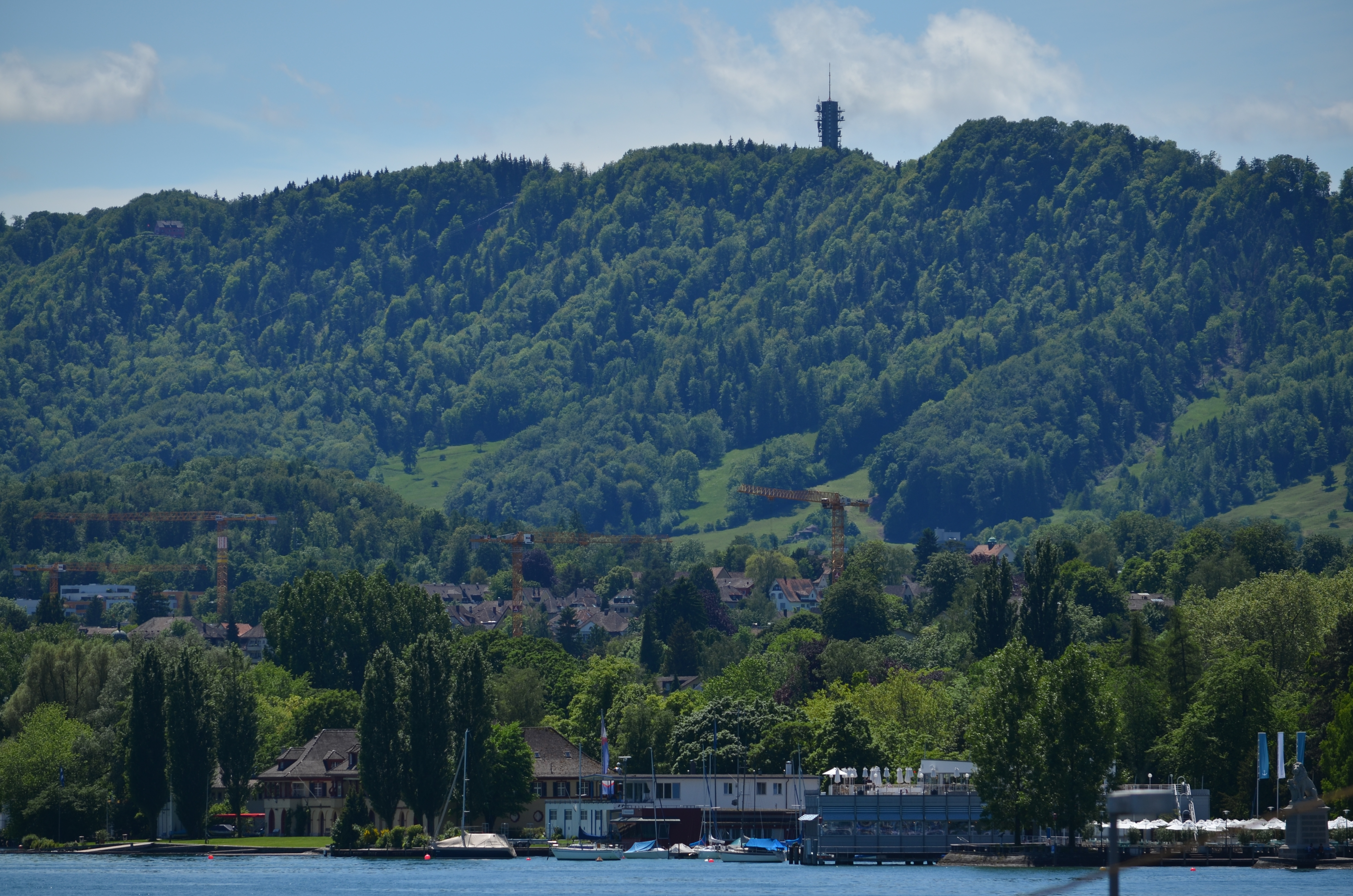
전경으로 펠젠엑, 취리히-볼리스호펜

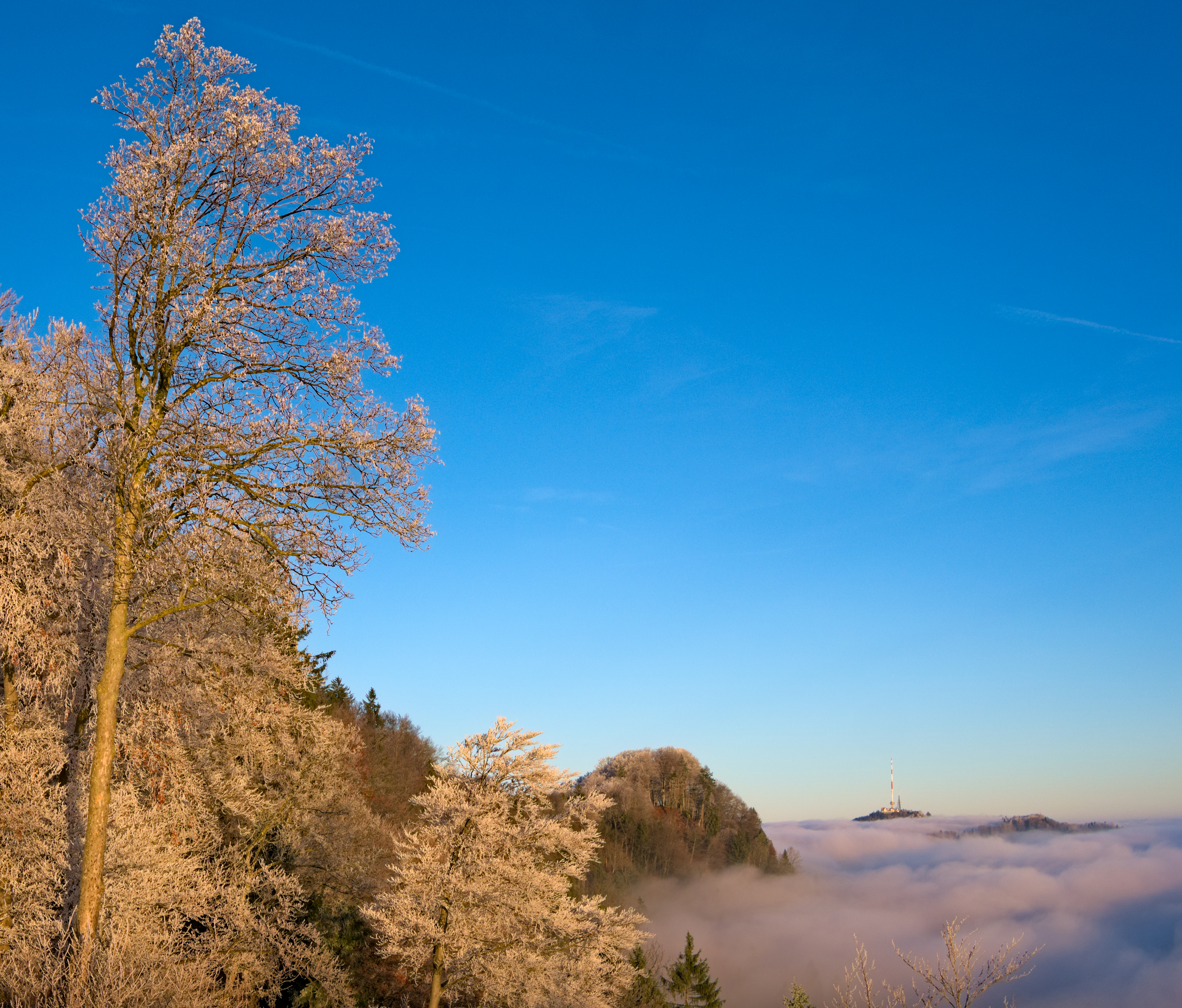
펠젠엑에서 본 위틀리베르크의 운해

## 지리
펠젠엑은 스톨리콘과 아들리스빌 시정촌 사이의 알비스 산맥에 있는 취리히시 남서쪽으로 약 7km 떨어져 있다. 루프트자일반 아들리스빌-펠젠엑(LAF의 줄임말 또는 일반적으로 펠젠엑반이라고 함) 공중 트램웨이의 언덕 위 역은 펠젠엑에 있다. 알비스 지역은 취리히에서 가장 중요한 휴양지 중 하나이다. 이 지역은 대부분 수목이 우거져 있지만, 종종 정상까지 도달하는 넓은 들판이 있으며, 일부는 경작되고 일부는 소나 양의 목초지로 사용된다.

## 볼거리
취리히시와 가깝기 때문에 이 지역은 많은 사람들이 방문한다. 펠젠엑에는 동쪽으로 질 계곡과 취리히 호수가 내려다보이는 정상에 위치한 레스토랑이 있으며, 서쪽으로 레피시 계곡, 튈러제(Türlersee)와 소위 소일리암트(Säuliamt, 아폴테른 지구)가 있다. 위틀리베르크와 위틀리베르크반 산역에서 북쪽으로, 알비스 고개에서 남쪽으로 잘 정비된 하이킹 코스가 자주 있다. 튈러제(Türlersee, 투얼렌 호수)와 소일리암트도 인기 있는 하이킹 장소이다. 1908년에서 1912년 사이에 각각 하우젠 암 알비스(Hausen am Albis)로 향하는 아들리스빌로 향하는 산길과 트레일. 다른 관광 명소 중에는 위틀리베르크 쿨름 근처에서 시작하는 행성길(독일어: Planetenweg)이 있다. 행성 궤적은 실제 크기와 서로의 거리가 10억분의 1(1:1,000,000,000)인 태양과 각 행성을 나타내며, 각 행성은 태양으로부터 축소된 거리에서 10억분의 1 크기의 금속 구체로 표시된다. 돌무더기의 꼭대기에 있거나 내장되어 있다. 펠젠엑은 행성길(Planet trail)로 표시되는 명왕성의 타원 궤도의 중간점과 일치하며, 명왕성(Pluto) 마운드는 레스토랑 펠젠엑에서 약 20m 떨어진 곳에 있다. (아래 사진 참조)

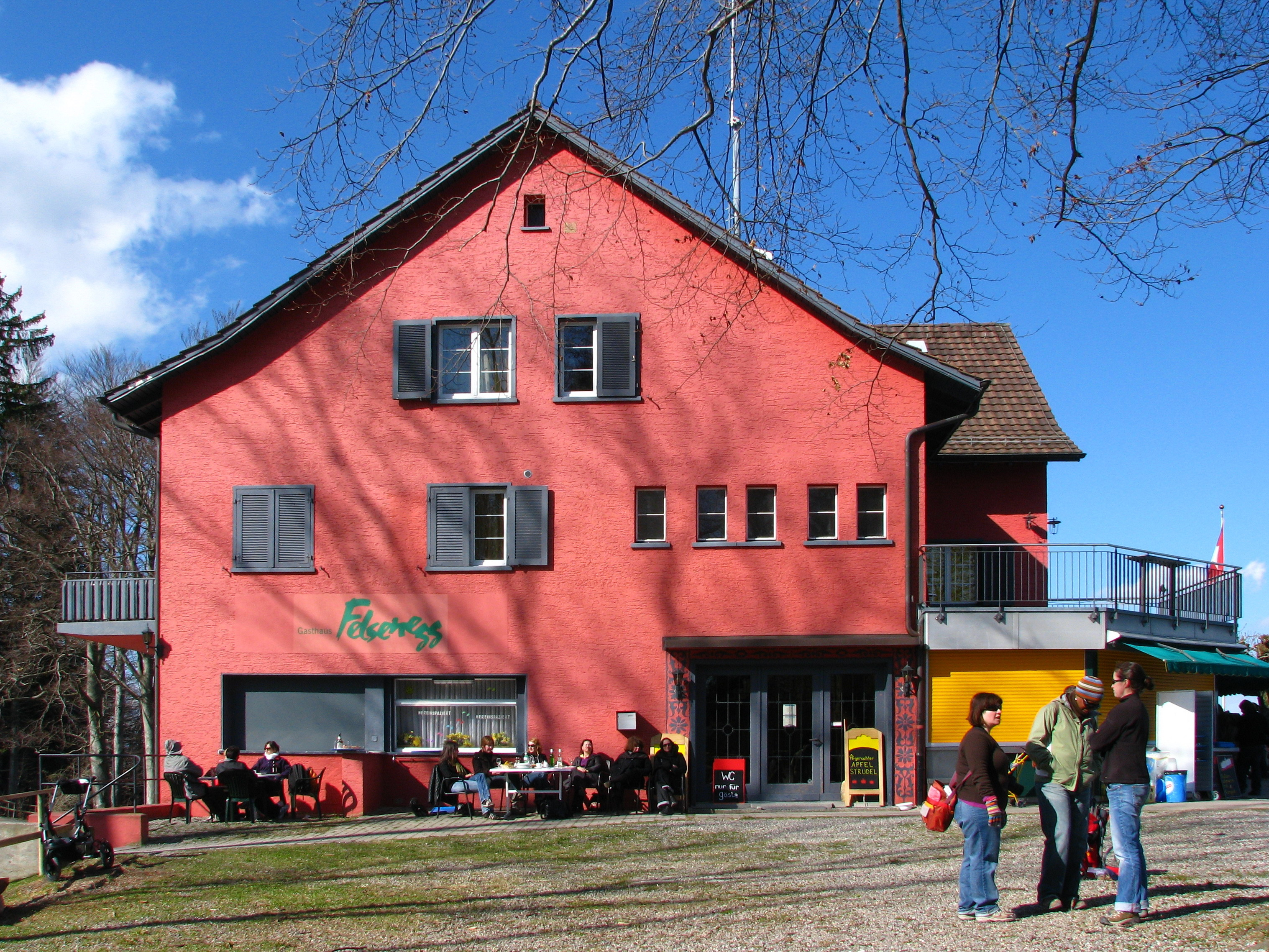
펠젠엑 레스토랑
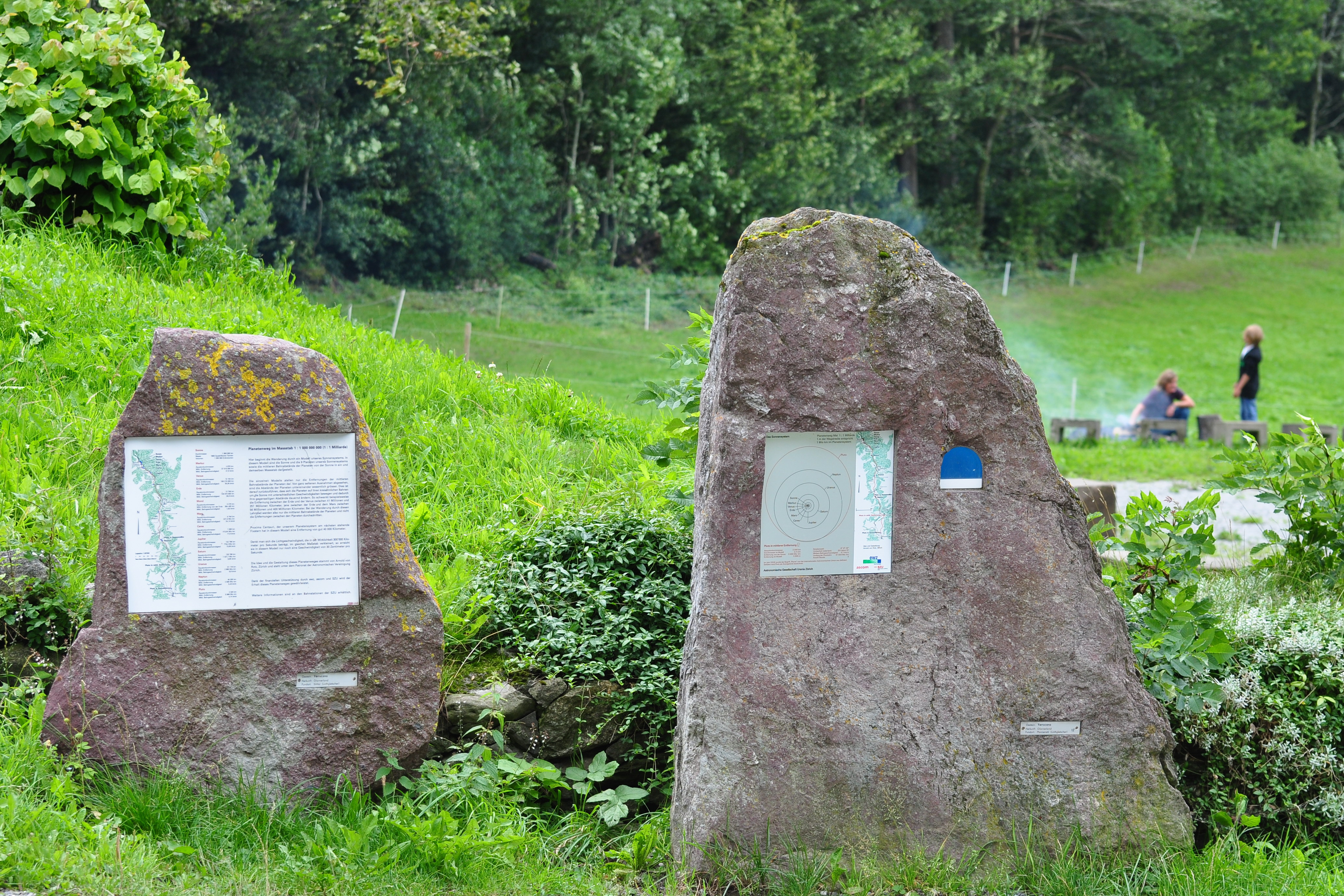
펠젠엑의 행성길 (이전 플루토) 터미널
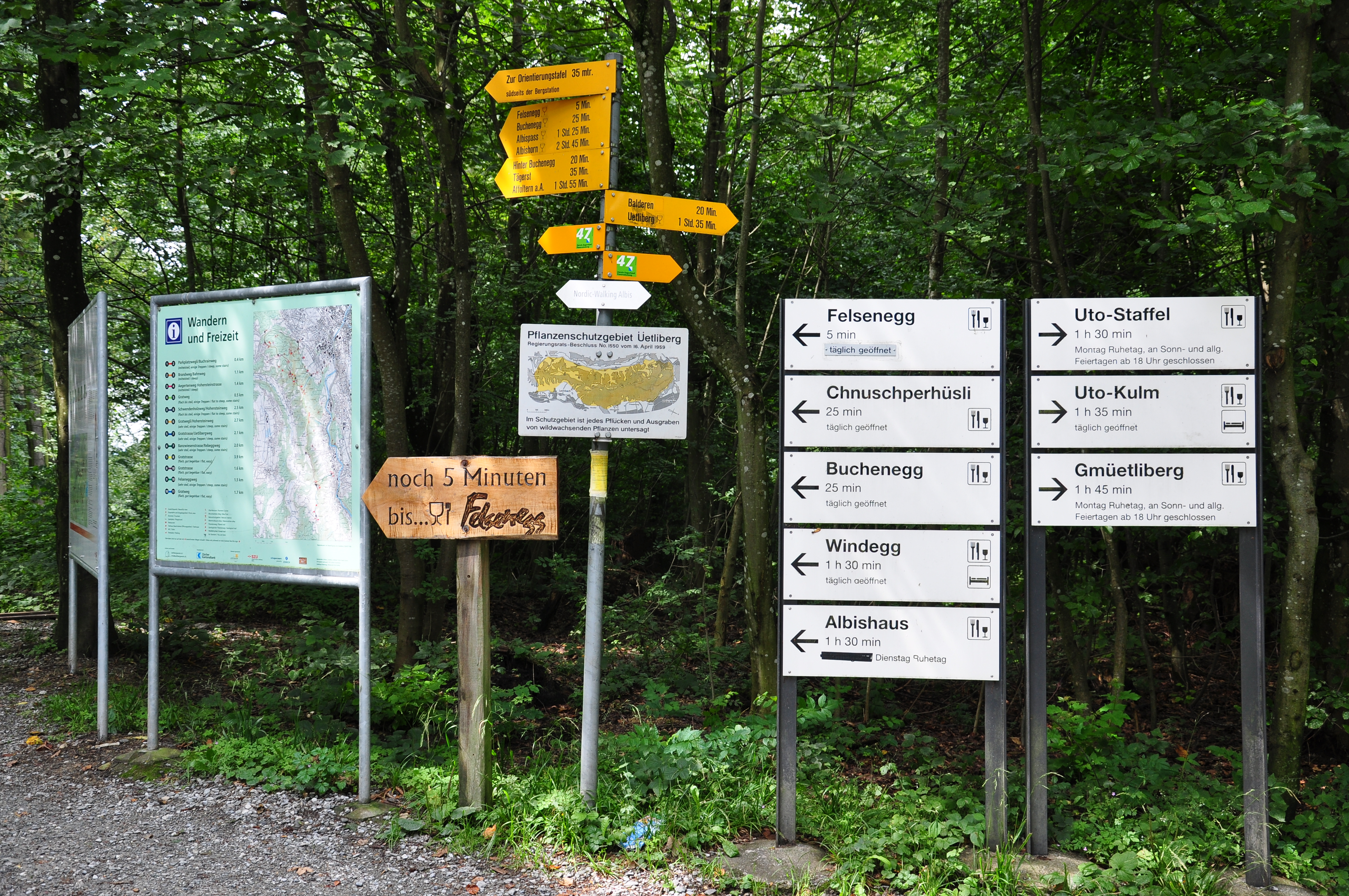
루프트자일반 아들리빌-펠젠엑 언덕 역 하이킹 표지

또 다른 랜드마크는 펠젠엑반 산역 근처에 위치한 펠젠엑-기르스텔 TV 타워이다. 이것은 스위스콤(Swisscom)이 소유하고 일반적으로 대중이 접근할 수 없다. 타워는 라디오와 텔레비전 프로그램의 방송을 위해 1959년에 지어졌다. TV 타워의 바로 북쪽에는 토목 공사와 명판으로 표시된 중세 성의 유적지인 부르크슈텔레 발데른(Burgstelle Baldern)이 있다.